# Asthenara donlonae
Asthenara donlonae là một loài tò vò trong họ Ichneumonidae.